# Шри Чайтанья Сарасват Матх
Шри Чайта́нья Сарасва́т Матх (ШЧСМ; англ. Sri Chaitanya Saraswat Math) — международная индуистская вайшнавская организация, основанная Бхакти Ракшаком Шридхарой Госвами в 1941 году в Индии с целью проповеди гаудия-вайшнавизма.

## История основания
В 1937 году, после смерти основателя Гаудия-матха — Бхатисиддханты Сарасвати, остались его попечители, которые, согласно его воле, должны были создать руководящий орган Миссии. Но из-за множества разногласий и споров его воле не суждено было сбыться и Шри Чайтанья Матх не смог сохранить свою целостность. И тогда Шридхара Госвами решил покинуть организацию: принять чью-то сторону для борьбы с другими было не в его правилах.
После распада Гаудия-матха у Шридхары Госвами не было особого энтузиазма широко проповедовать и потому он не хотел создавать другую миссию. Оставив Матх, несмотря на уговоры многих духовных братьев, он в одиночестве отправился во Вриндаван и в течение месяца жил у холма Говардхан, и исполнив там урдджа-врату (священный обет), принял Говардхана-шилу.
Вернувшись обратно в Навадвипу в 1941 году, он основал Шри Чайтанья Сарасват Матх на участке земли с соломенной хижиной, приобретённом Шриюкта Сакхи Чаран Райем на собственные деньги, и именно в эту соломенную хижину впервые пришёл Шридхара Госвами с Говардхана-шилой. В то время Матх представлял собой лишь соломенную хижину на берегу Ганги. Первое же здание Матха было построено в 1943 году. Некоторое время Шридхара Госвами жил отдельно, потом один преданный привёл ещё несколько человек из Ориссы. Впоследствии к Миссии присоединился Б. С. Говинда Госвами (в юности Шри Гауренду брахмачари) и другие духовные братья: Госвами Махарадж, Мадхава Госвами. Преданные помогали Матху в сборе пожертвований в разных частях страны.

## Значение названия
Выбор имени «Шри Чайтанья Сарасват Матх» для своего матха Шридхара Госвами объяснял так: несмотря на то, что наша линия преемственности (сампрадая) — это Брахма-Мадхва-гаудия-сампрадая, она нераздельно связана со Чайтаньей Махапрабху и именем духовного учителя Шридхары Госвами — Бхактисиддханты Сарасвати, который возродил и укрепил гаудия-вайшнавскую сампрадаю, и потому, чтобы отразить значимость этих личностей, Шридхара Госвами дал название «Шри Чайтанья Сарасват Матх» для своей миссии и храма.

## После смерти основателя
После смерти основателя Миссии Шридхары Госвами в 1988 году представителем самого Шридхары Госвами и Шри Чайтанья Сарасват Матха стал избранный им преемник и близкий ученик Бхакти Сундар Говинда Госвами.
Вскоре после смерти в марте 2010 г. было опубликовано завещание, в котором Бхакти Сундар Говинда Госвами изъявил свою волю о создании Совета Ачарьев (и входящих туда: Ачарья Махараджа, Ашрама Махараджа, Авадхута Махараджа, Гири Махараджа, Джанардана Махараджа и Тривикрама Махараджа).

## Шри Чайтанья Сарасват Матх в России
В России проповедь ШЧСМ ведётся с 1990-х годов под руководством эмигрировавшего из России в США гуру Шрила Бхакти Бимал Авадхут Махараджем (имя до посвящения — Григорий Аистов), с 1996 года в Россию регулярно приезжал Бхакти Сундар Говинда Дев Госвами. Общественно-благотворительные организации созданы в Москве и Санкт-Петербурге (ашрам), есть общины в Новосибирске, Томске и Норильске.